# Мисима (остров, Папуа — Новая Гвинея)
Мисима (англ. Misima) — остров в Тихом океане. Является территорией государства Папуа — Новая Гвинея. Административно входит в состав провинции Милн-Бей региона Папуа.

## География
Мисима представляет собой крупный остров, входящий в состав архипелага Луизиада и омываемый водами Тихого океана. Ближайший материк, Австралия, находится примерно в 1050 км. Мисима расположен у северо-западной оконечности барьерного рифа Ванатинаи на расстоянии примерно 200 км к юго-востоку от острова Новая Гвинея. Подобно большинству островов в архипелаге имеет гористый рельеф и покрыт густой растительностью.
С точки зрения геологии, имеет вулканическое происхождение. Площадь Мисимы составляет 202,5 км², а высшая точка, гора Коиа-Тау, достигает 1036 м. Длина острова — около 40 км, а ширина — 10 км.
Климат на острове влажный тропический.

## История
Европейским первооткрывателем острова стал французский путешественник Жозеф Брюни Д’Антркасто, открывший остров в 1793 году.
В 1888 году последовала формальная аннексия островов Луизиада, как и острова Мисима, Британской империей, которые стали частью Британской Новой Гвинеи (с 1904 года — Территории Папуа под управлением Австралии).
В конце 1890-х годов на Мисиме были открыты месторождения золота. Их активная разработка началась уже в начале XX века, а с 1990 по 2001 год золото добывалось открытым способом.
С 1975 года Мисима является частью независимого государства Папуа — Новая Гвинея.

## Население
На Мисиме проживает около 5000 человек. Крупнейшее поселение — Бвагаоиа (англ. Bwagaoia).

## Экономика
Основное занятие местных жителей — сельское хозяйство (производство копры). Имеется взлётно-посадочная полоса.